# Barry Diller
Barry Diller (San Francisco, 2 febbraio 1942) è un imprenditore e produttore cinematografico statunitense. Detiene incarichi amministrativi nella Fox Broadcasting Company ed è amministratore delegato della IAC/InterActiveCorp, un complesso mediatico proprietario, fra l'altro, dei marchi Expedia.com e TripAdvisor.

## Biografia

### Vita

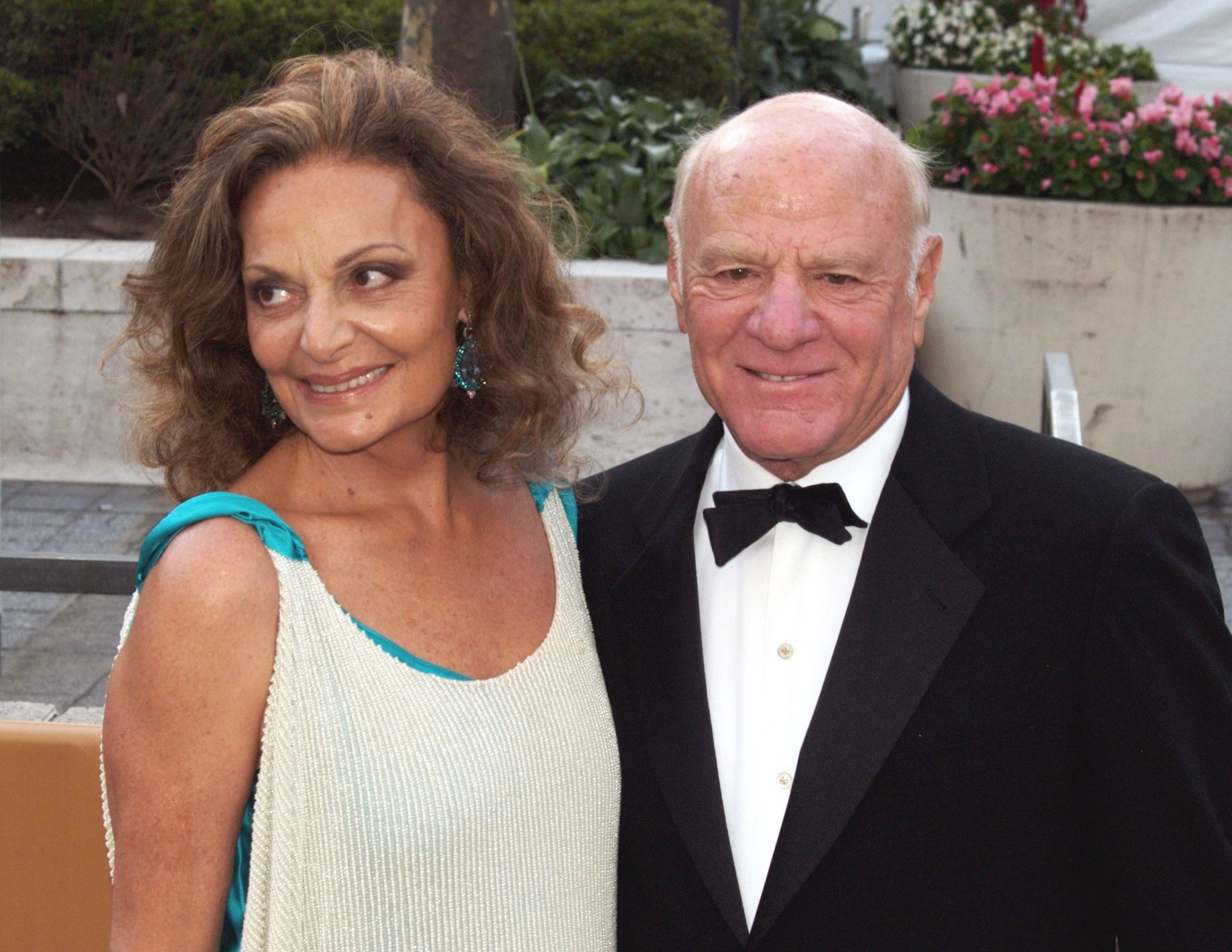
Diller con la moglie Diane von Fürstenberg alla prima della Metropolitan Opera nel 2009.

Barry Diller è nato in San Francisco, figlio di Reva Addison e Michael Diller. Dopo essersi laureato alla Università della California - Los Angeles trovò impiego, grazie ad amici di famiglia, presso la William Morris Endeavor, la più importante associazione a carattere sindacale di artisti negli Stati Uniti d'America.
Nel 2001, sposò la stilista Diane von Fürstenberg, madre dei principi Alexander von Fürstenberg e Tatiana von Fürstenberg. Possiede circa un terzo dell’omonima casa di moda della moglie. A giugno 2020, il suo patrimonio netto venne stimato in 4,2 miliardi di dollari. È proprietario dell’Eos, uno dei più grandi yacht a vela privati al mondo.

#### Orientamento sessuale
I media nel tempo hanno speculato sull'orientamento sessuale di Diller. Come riportato nel libro del 2005 di James B. Stewart, DisneyWar, Michael Eisner inviò una lettera confidenziale al consiglio di amministrazione della The Walt Disney Company nel 1997, durante la ricerca del suo successore:
La rivista New York nel 2001 scrisse che Diller è "spesso definito bisessuale", affermando che ha "vissuto la maggior parte della sua vita adulta come un uomo più o meno apertamente gay", ma anche che la sua relazione con Diane von Fürstenberg "si dice sia calorosa e autentica".
Nel 2025, New York ha pubblicato un estratto delle prossime memorie di Diller, intitolate Who Knew, in cui egli descrive il proprio matrimonio con von Fürstenberg e conferma di avere vissuto come uomo gay.

#### Attività politica
È membro del Partito Democratico e sostenitore delle sue proposte politiche. Nel 2012, dichiarò il proprio sostegno alla campagna per la rielezione presidenziale di Barack Obama, pur esprimendo riserve su alcuni aspetti dell’operato della sua amministrazione, e manifestò apprezzamento per l’allora sindaco di New York Michael Bloomberg. Nel 2015, criticò l'impatto del candidato repubblicano Donald Trump sul dibattito politico e dichiarò che avrebbe lasciato il Paese in caso di sua elezione.
Durante le primarie democratiche del 2020, espresse perplessità su Elizabeth Warren, ma affermò che l’avrebbe comunque sostenuta in caso di sfida contro Trump. Nel 2024, Diller fu tra coloro che chiesero al presidente Joe Biden di ritirarsi dalla corsa alla rielezione in seguito a una deludente performance durante un dibattito e ad altri segnali preoccupanti durante la campagna elettorale. Insieme all’altro miliardario Reid Hoffman, affermò che Kamala Harris avrebbe dovuto sostituire la presidente della FTC Lina Khan in una sua eventuale amministrazione.

#### Filantropia

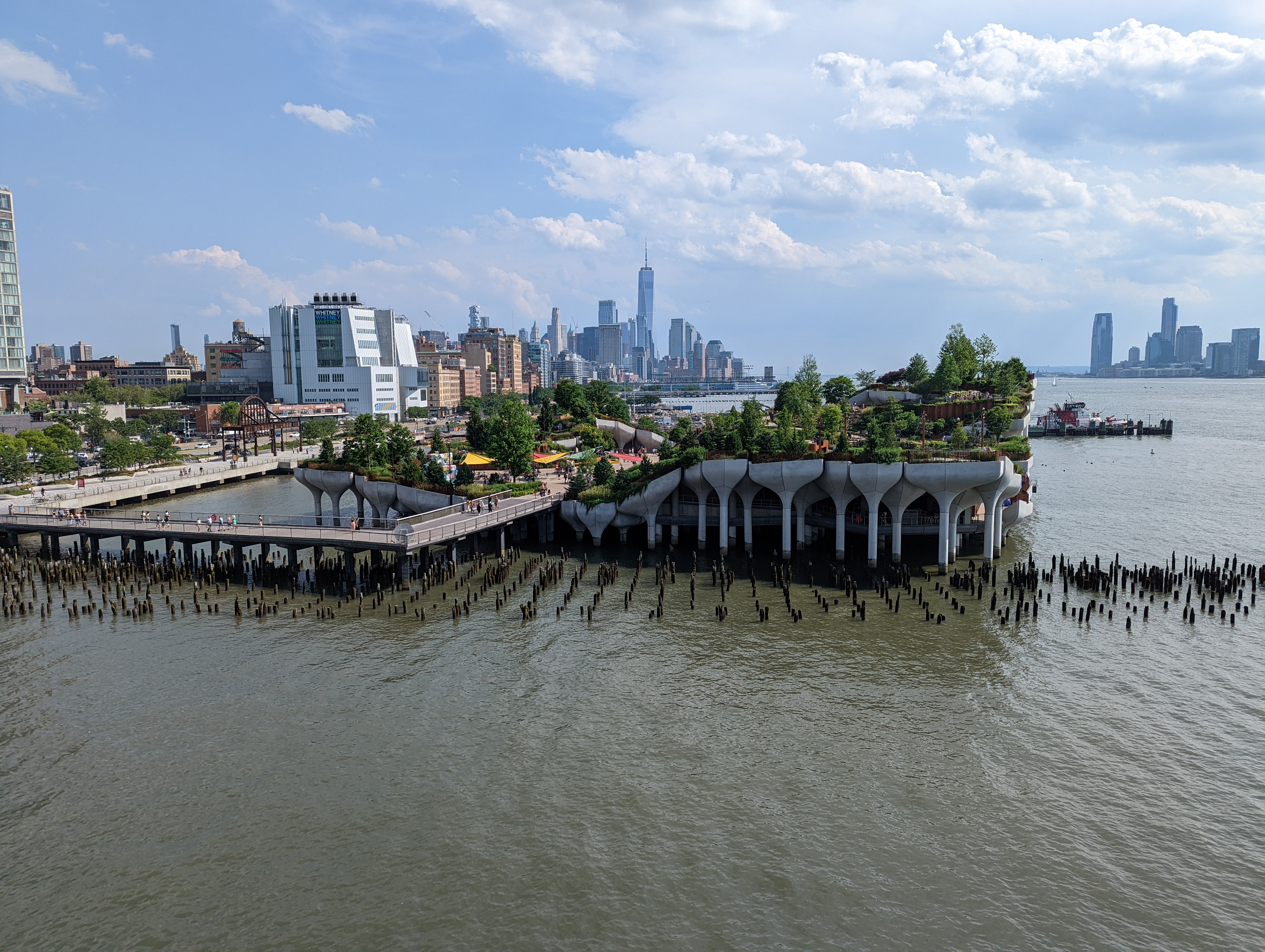
Little Island at Pier 55

Nel 2011, la Diller-von Fürstenberg Family Foundation annunciò una donazione di 20 milioni di dollari per sostenere il completamento del parco High Line a Manhattan. Nel 2012, Diller donò 30 milioni di dollari all’Hollywood Fund, che fornisce assistenza sanitaria e sociale ai pensionati del mondo dello spettacolo.
Nel 2015, Diller e sua moglie si impegnarono a donare 260 milioni di dollari per la realizzazione di Little Island, un parco pubblico con spazi per spettacoli su un pontile ricostruito (Pier 55) sul fiume Hudson a New York. Si tratta della più grande donazione nella storia cittadina per un parco pubblico. Il parco è stato inaugurato il 21 maggio 2021.

### Carriera
Iniziò la sua carriera grazie a una conoscenza di famiglia come fattorino nell'ufficio postale della William Morris Agency, dopo aver abbandonato gli studi alla UCLA dopo tre settimane. La sua vicinanza all'archivio dell'agenzia gli permise di trascorrere il tempo libero leggendo i documenti e apprendendo tutta la storia dell'industria dell'intrattenimento. Fu assunto come assistente da Elton Rule, allora responsabile della sede della ABC sulla costa occidentale, che fu promosso a presidente della rete nello stesso periodo in cui Diller iniziò a lavorare per lui, nel 1964, portandolo con sé a New York. Fu presto incaricato di negoziare i diritti di trasmissione dei film. Nel 1965 fu promosso a vicepresidente per lo sviluppo. In questa posizione, creò ABC Movie of the Week, anticipando il concetto di film per la televisione con una serie regolare di film di 90 minuti prodotti esclusivamente per la televisione.

#### Paramount
Diller fu presidente e amministratore delegato della Paramount Pictures Corporation per dieci anni, dal 1974 al 1984. Sotto la sua guida, lo studio produsse serie televisive di successo come Laverne & Shirley (1976) Cheers (1982), La febbre del sabato sera (1977), Grease (1978), I predatori dell'arca perduta (1981),  Voglia di tenerezza (1983), Indiana Jones e il tempio maledetto (1984) e Un piedipiatti a Beverly Hills dello stesso anno.
Diller promosse una gestione in unità aziendali autonome ma sinergiche. Impedì alla Madison Square Garden (allora di proprietà della capogruppo Gulf+Western della Paramount) di vendere la propria partecipazione nella USA Network, in modo che il Garden potesse fornire contenuti per le reti televisive della Paramount. Nel 1983 Diller fu nominato a capo del settore tempo libero della Gulf+Western, che includeva Paramount, Madison Square Garden, Famous Music e Simon & Schuster. Robert Montgomery dello studio Paul, Weiss lo descrisse come "probabilmente il dirigente di maggior successo nell'industria cinematografica di oggi", mentre A. D. Murphy, direttore del programma di produzione cinematografica presso l'Università della California del Sud, dichiarò: "Sotto la guida di Barry Diller, la Paramount è diventata una delle più grandi società di intrattenimento del mondo".

#### Fox
Non riuscendo a raggiungere il suo obiettivo di competere con le principali tre grandi reti televisive lasciò la Paramount. Da ottobre 1984 ad aprile 1992 fu presidente e amministratore delegato della 20th Century Fox, dove creò e lanciò la rete Fox Broadcasting Company e approvò la produzione di serie come Married... with Children e The Simpsons.

#### QVC
Il 24 febbraio 1992 annunciò che avrebbe lasciato Fox entro tre mesi, citando il desiderio di "avere un mio negozio". Dopo aver lasciato Fox, la sua società Arrow Investments Inc., acquistò una quota da 25 milioni di dollari nella rete di televendite QVC. Nonostante possedesse meno del 3% della rete, ne ottenne il controllo operativo grazie a un patto parasociale con Liberty Media Corporation e Comcast Corporation, che unificò tutte le loro azioni per le votazioni degli azionisti. Il giornalista del New York Times Calvin Sims osservò l'11 dicembre 1992 che Diller cercava "di trasformare il canale di shopping in un servizio di intrattenimento e commercio on-line in cui l'abbonato e l'azienda via cavo potessero interagire liberamente". In seguito tentò di acquistare la Paramount Communications, ma fu sconfitto da Viacom. Si dimise da QVC nel 1995.

#### HSN e USA Broadcasting
Nell’agosto 1995, acquisì le attività della Silver King Broadcasting. Il pieno controllo della Silver Broadcasting avvenne nel marzo 1996. Nell'agosto 1996, fu concordato che la Silver King Broadcasting, ora sotto la guida di Diller, avrebbe riacquistato la Home Shopping Network (HSN), un'ex controllata separatasi nel 1992, e che le due aziende si sarebbero fuse. Nel dicembre 1996, Silver King Broadcasting acquisì l’80% della HSN per 1,3 miliardi di dollari in azioni e cambiò il proprio nome in HSN, Inc. Attraverso l'acquisto della HSN, Diller avrebbe poi acquisito anche le attività via cavo e televisivi nazionali della Universal dalla famiglia Bronfman.
Poiché la Home Shopping stava ottenendo maggiore visibilità nei network via cavo in seguito ai suoi precedenti affari con QVC, cercò di riconvertire le emittenti acquisite in stazioni indipendenti gestite localmente, riunite nel gruppo USA Broadcasting, la cui emittente principale era WAMI-TV a Miami Beach (Florida). Nell'ottobre 1997 fu annunciato che avrebbe acquisito la USA Network, allora gestita da Kay Koplovitz, e altre attività televisive della Universal di proprietà della Seagram, tra cui il canale derivato Sci Fi Channel fondato dalla stessa Koplovitz, per 4,1 miliardi di dollari. Queste reti sarebbero state di proprietà della Home Shopping Network di Diller. Diller aveva già posseduto azioni della USA Network nei primi anni ottanta, quando Paramount Pictures ne aveva acquisito una parte sotto la sua guida. La casa madre della Paramount, Gulf + Western, possedeva anche la Madison Square Garden Sports Corp., che aveva contribuito alla creazione della USA Network con Koplovitz. Fu lui inoltre a negoziare nel 1981 l'accordo di proprietà della USA Network tra Paramount, Time Inc. e MCA che convinse i dirigenti del Madison Square Garden a non vendere le loro quote della rete.
L'acquisto della USA Network venne concluso nel febbraio 1998. Nell'aprile 1998, assunse le cariche di presidente e amministratore delegato della USA Networks, ruoli precedentemente detenuti da Koplovitz sin dal 1977. Durante la guida di Diller, la programmazione WWE sulla rete conobbe un notevole aumento di ascolti, con WWF Raw che dominava le classifiche via cavo. La USA Network sotto Diller si mostrò tollerante verso gli elementi controversi della WWF, come dimostrato da un episodio in cui la lottatrice Jacqueline mostrò un seno in diretta. Un portavoce della rete, David Schwartz, lo definì "non peggiore di quello che si vedeva in TV in chiaro a quell’ora, come in NYPD Blue". Nel libro Sex, Lies, and Headlocks: The Real Story of Vince McMahon and World Wrestling Entertainment, Shaun Assel e Mike Mooneyham scrivono che "il terreno cambiò completamente sotto i piedi di tutti" dopo l’acquisto della USA Network da parte di Diller, che assieme all'esecutiva televisiva Bonnie Hammer – considerata la dirigente più vicina alla WWF – bloccò un tentativo da parte di Koplovitz e di altri dirigenti, come Rod Perth, di rimuovere la WWF dalla rete nel maggio 1998. La Hammer, che ha apertamente riconosciuto Diller come suo mentore, in seguito entrò nel consiglio di amministrazione della IAC/InterActiveCorp.
L'obiettivo della rete era che la stazione principale, WAMI, producesse programmi sportivi e informativi, sperimentando allo stesso tempo programmi di intrattenimento generale prodotti localmente per le altre stazioni del gruppo. Tuttavia, a causa degli alti costi di produzione e del basso seguito ottenuto a Miami Beach, i programmi furono trasferiti a Los Angeles senza successo. Diller vendette infine le attività televisive a Univision dopo aver rifiutato un'offerta della The Walt Disney Company. The USA Network e i suoi asset furono successivamente venduti a Vivendi. Diller rimase coinvolto con la rete USA fino all'annuncio della vendita a Vivendi nel dicembre 2001. Diller mantenne invece il controllo della Home Shopping Network e delle attività di vendita online acquisiti in seguito, che furono alla base della futura IAC/InterActiveCorp.

#### Anni duemila

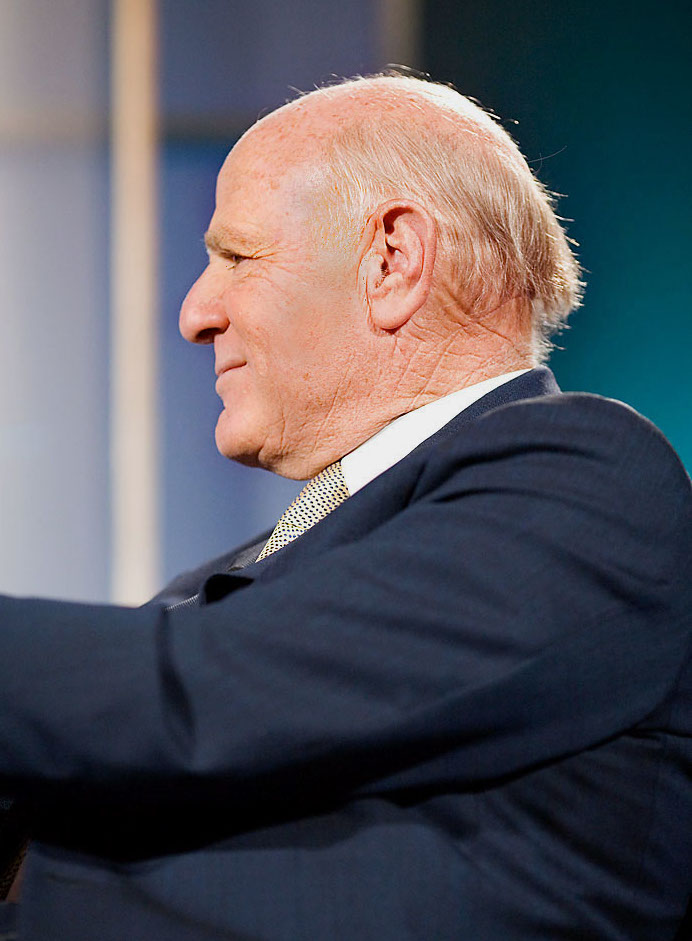
Barry Diller alla Web 2.0 Conference del 2005

È stato presidente di Expedia e presidente di IAC/InterActiveCorp, un conglomerato di commercio interattivo che controlla aziende tra cui HomeAdvisor, Match Group (fino al 2020), Citysearch e Connected Ventures, proprietaria di Vimeo e CollegeHumor (fino al 2020). IAC/InterActiveCorp è anche la società madre di Tinder, UrbanSpoon, The Daily Beast e altre ancora.
Nel 2005, IAC/InterActiveCorp ha acquisito Ask.com, segnando una mossa strategica nel settore della ricerca su Internet. Il 2 dicembre 2010, ha lasciato il ruolo di amministratore delegato di IAC/InterActiveCorp.
La nuova sede di IAC/InterActiveCorp, il IAC Building, è stata progettata da Frank Gehry ed è stata inaugurata nel 2007 all’incrocio tra la 18ª Strada e il West Side Highway nel quartiere Chelsea di Manhattan. La metà occidentale dell’isolato è occupata dall’edificio, che si eleva di diversi piani rispetto all’imponente complesso sportivo dei Chelsea Piers, situato proprio dall’altra parte del West Side Highway.
Diller fa parte del consiglio di amministrazione della The Coca-Cola Company dal 2002.
Nel 2003, durante il programma NOW with Bill Moyers della PBS, ha lanciato un forte avvertimento contro la concentrazione dei media. Nell’intervista ha definito la proprietà mediatica da parte di poche grandi aziende come un’oligarchia, affermando che la concentrazione soffoca le nuove idee.
Secondo un articolo del The New York Times del 26 ottobre 2006, Diller è stato "il dirigente più pagato dell’anno fiscale 2005", con una retribuzione totale superiore ai 295 milioni di dollari (principalmente in azioni).
Nell’ottobre 2019, aveva accumulato un patrimonio di 4,2 miliardi di dollari nel settore tecnologico, grazie a investimenti precoci in aziende come Match.com e Vimeo.
Nel 2012, Diller ha investito nella società di streaming Aereo. Aereo ha cessato l’attività nel giugno 2014, dopo che la Corte Suprema degli Stati Uniti ha stabilito che il suo metodo di trasmissione violava le leggi sul diritto d’autore.
Dal 2013, ha co-prodotto oltre dieci spettacoli teatrali di Broadway in collaborazione con Scott Rudin, tra cui To Kill A Mockingbird, West Side Story, Carousel, The Humans, Three Tall Women, Gary: A Sequel to Titus Andronicus e A Doll's House, Part 2.
IAC Films ha inoltre finanziato numerosi film prodotti da Rudin, tra cui Uncut Gems, Lady Bird, Eighth Grade, The Meyerowitz Stories e Ex Machina.
All’inizio del 2020, ha assunto la gestione operativa quotidiana di Expedia insieme al vicepresidente Peter Kern, dopo le dimissioni del direttore finanziario nel dicembre 2019.
Nel pieno della pandemia di COVID-19, le azioni di Expedia sono crollate come quelle di altre società del settore viaggi. Diller ha dichiarato che Expedia non stava generando entrate e che avrebbe dovuto tagliare i costi.
È inoltre membro del comitato consultivo della Peter G. Peterson Foundation.

## Riconoscimenti
- 1990: DGA Honorary Life Member Award[61]
- 1992: Golden Plate Award of the American Academy of Achievement[62]
- 1994: Television Hall of Fame[63][64]